# Sandrine Kiberlainová
Sandrine Kiberlainová, narozená jako Sandrine Kiberlajnová (* 25. února 1968 Boulogne-Billancourt) je francouzská filmová, televizní a divadelní herečka, zpěvačka a režisérka.
V roce 1995 se stala laureátkou ceny Romy Schneider. V roce 1996 získala Césara pro nejslibnější herečku za svůj výkon ve filmu En avoir (ou pas). O rok později obdržela Molièrovu cenu za průlomový herecký výkon ve hře Le Roman de Lulu. V roce 2014 byla oceněna Césarem jako nejlepší herečka, za roli ve filmu 9 mois ferme. V roce 2016 přišel její režisérský debut, kdy režírovala krátkometrážní snímek Hezká postava, k němuž napsala i scénář.

## Osobní život
V roce 1993 se setkala s hercem Vincentem Lindonem a v roce 1998 se za něj provdala. V roce 2000 se páru narodila dcera Suzanne. Kiberlainová se s Lindonem rozešla po deseti letech společného soužití. V roce 2015 bylo oznámeno, že chodí s hercem Édouardem Baerem, s nímž se setkala během natáčení snímku Encore heureux.

## Filmografie

### Film
- 1986: Cours privé, režie: Pierre Granier-Deferre
- 1986: On a volé Charlie Spencer, režie: Francis Huster
- 1990: Milena, režie: Véra Belmont
- 1990: Cyrano z Bergeracu, režie: Jean-Paul Rappeneau
- 1992: Sexes faibles!, režie: Serge Meynard
- 1992: Neznámý v domě, režie: Georges Lautner
- 1992: L'Instinct de l'ange, režie: Richard Dembo
- 1992: Comment font les gens, režie: Pascale Bailly
- 1992: Les gens normaux n'ont rien d'exceptionnel, režie: Laurence Ferreira Barbosa
- 1994: Vlastenci, režie: Éric Rochant
- 1994: L'Irrésolu, režie: Jean-Pierre Ronssin
- 1995: Tom est tout seul, režie: Fabien Onteniente
- 1995: En avoir (ou pas), režie: Laetitia Masson
- 1996: Rošťák Beaumarchais, režie: Édouard Molinaro
- 1996: Falešný hrdina, režie: Jacques Audiard
- 1996: Byt, režie: Gilles Mimouni
- 1997: Quadrille, režie: Valérie Lemercier
- 1997: V sedmém nebi, režie: Benoît Jacquot
- 1998: À vendre, režie: Laetitia Masson
- 1999: Rien sur Robert, režie: Pascal Bonitzer
- 2000: Love Me, režie: Laetitia Masson
- 2000: La Fausse Suivante, režie: Benoît Jacquot
- 2000: Tout va bien, on s'en va, režie: Claude Mouriéras
- 2001: Betty Fisherová a další příběhy, režie: Claude Miller
- 2002: To nám ještě scházelo!, režie: Jeanne Labrune
- 2003: Holky v akci, režie: Pierre Jolivet
- 2003: Až po vás, režie: Pierre Salvadori
- 2004: Nevinný žert, režie: Bernard Rapp
- 2007: Très bien, merci, režie: Emmanuelle Cuau
- 2007: Život umělce, režie: Marc Fitoussi
- 2009: Romaine par moins 30, režie Agnès Obadia
- 2009: Mikulášovy patálie, režie: Laurent Tirard
- 2009: Slečna Chambonová, režie: Stéphane Brizé
- 2010: Un balcon sur la mer, režie: Nicole Garcia
- 2011: Ženy z šestého poschodí, režie: Philippe Le Guay
- 2011: Beur sur la ville, režie: Djamel Bensalah
- 2011: Polisse, režie: Maïwenn
- 2012: L'Oiseau, režie: Yves Caumon
- 2012: Nevěrníci, režie: Jean Dujardin a Gilles Lellouche
- 2012: Pauline detektivem, režie: Marc Fitoussi
- 2013: Rue Mandar, režie: Idit Cebula
- 2013: Jako malí kluci, režie: Anthony Marciano
- 2013: Tip Top, režie: Serge Bozon
- 2013: 9 mois ferme, režie: Albert Dupontel
- 2013: Violette, režie: Martin Provost
- 2014: Milovat, pít a zpívat, režie: Alain Resnais
- 2014: Elle l'adore, režie: Jeanne Herry
- 2015: Sladký útěk, režie: Bruno Podalydès
- 2015: Florida, režie: Philippe Le Guay
- 2015: Encore heureux, režie: Benoît Graffin
- 2016: V sedmnácti, režie: André Téchiné
- 2017: La Belle et la Belle, režie: Sophie Fillières
- 2018: Amoureux de ma femme, režie: Daniel Auteuil
- 2018: Fleuve noir, režie: Érick Zonca
- 2018: V dobrých rukou, režie: Jeanne Herry
- 2019: Mon bébé, režie: Lisa Azuelos

### Televize
- 1988: Un château au soleil (televizní film), role: Marie-Thérèse
- 1989: Les compagnons de l'aventure (televizní film), režie: Chantal Baumann
- 1990: Les Jupons de la Révolution: Marat (televizní film), režie: Maroun Bagdadi
- 1992: Emma Zunzová (televizní film), režie: Benoît Jacquot, role: Elsa
- 2001: Salut sex! (televizní film), režie: Jean-Marie Périer
- 2020: Chci mluvit se svým agentem! (televizní seriál)

### Režie
- 2016: Hezká postava (krátkometrážní snímek), také autorka scénáře
- 2021: Une jeune fille qui va bien, také autorka scénáře

## Divadlo
- 1989: Ivanov (Anton Pavlovič Čechov), režie: Pierre Romans, uváděno v Théâtre Nanterre-Amandiers
- 1989: Jakou mě chceš (Luigi Pirandello), režie: Maurice Attias, uváděno v Théâtre de la Madeleine
- 1990: Jakou mě chceš (Luigi Pirandello), režie: Maurice Attias, uváděno v Théâtre des Célestins
- 1993: Zkrocení zlé ženy (William Shakespeare), režie: Jérôme Savary, uváděno v Théâtre national de Chaillot a Théâtre national de Nice
- 1995: Le Roman de Lulu (David Decca), režie: Didier Long, uváděno v Petit Théâtre de Paris

## Diskografie
- 2000: Love Me, soundtrack ke stejnojmennému filmu
- 2005: Manquait plus qu'ça
- 2007: Coupés bien net et bien carré
- 2007: La Chanteuse (singl)
- 2015: Puisque vous partez en voyage (duet s Jeanem Rochefortem), původně od Jacquesa Dutronca a Françoise Hardyové, z filmu Florida

## Ocenění a nominace

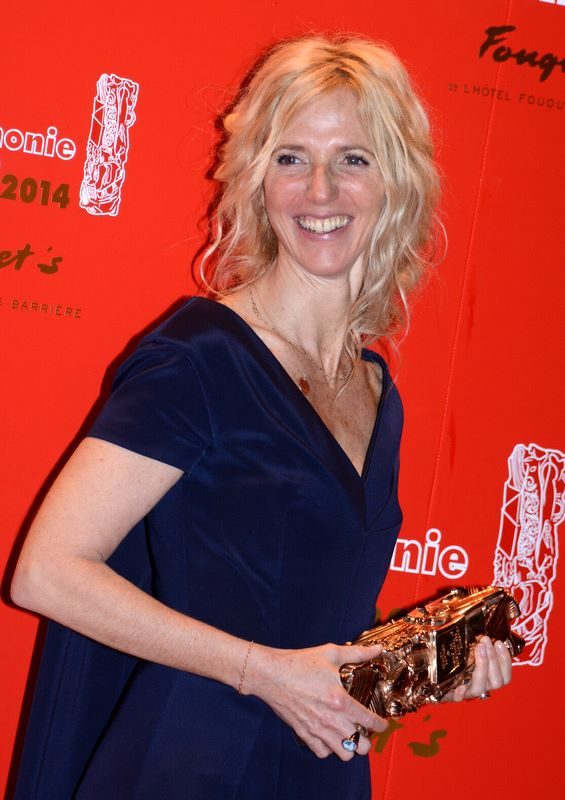
Sandrine Kiberlainová, oceněná jako nejlepší herečka za svůj výkon ve filmu 9 mois ferme, během předávání Césarů

### Ocenění
- 1995:
  - Cena Romy Schneider
  - Stříbrná hvězda na Filmovém festivalu v Bruselu za film En avoir (ou pas)
- 1996: César: César pro nejslibnější herečku za film En avoir (ou pas)
- 1997: Molièrova cena: Cena za průlomový herecký výkon za hru Le Roman de Lulu
- 1999: Zlatá hvězda francouzského filmu, za film À vendre
- 2001:
  - Cena Filmového festivalu v Montréalu za film Betty Fisherová a další příběhy
  - Cena Filmového festivalu v Chicagu za film Betty Fisherová a další příběhy
  - Zlatá hvězda francouzského filmu, za film Tout va bien, on s'en va
- 2014:
  - César: César pro nejlepší herečku za film 9 mois ferme
  - Festival frankofonního filmu v Angoulême: nejlepší herečka, za film Elle l'adore
- 2019: Mezinárodní festival filmových komedií v Alpe d'Huez: cena pro nejlepší herečku za film Mon bébé

### Nominace

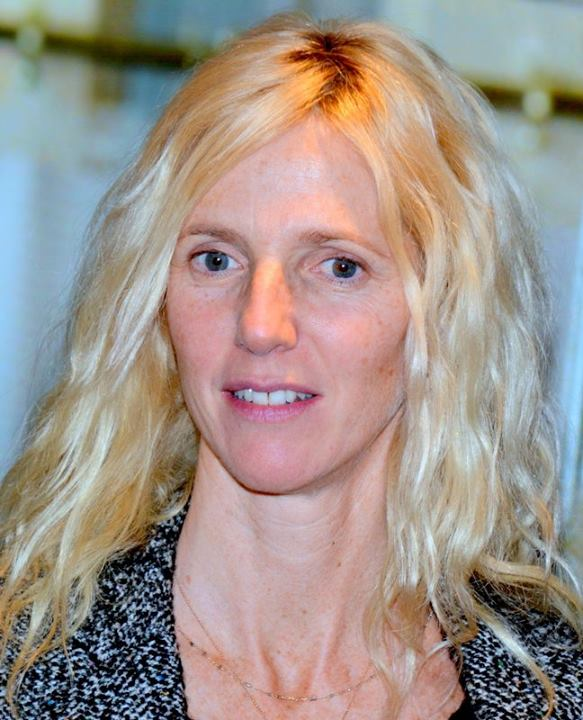
Sandrine Kiberlainová v roce 2013 na předpremiéře filmu Violette.

- 1995: César: nominace v kategorii César pro nejslibnější herečku za film Vlastenci
- 1997:
  - Molièrova cena: nominace na Molièrovu cenu pro herečku za výkon ve hře Le Roman de Lulu
  - César: nominace v kategorii César pro nejlepší herečku ve vedlejší roli za film Falešný hrdina
- 1998: César: nominace v kategorii César pro nejlepší herečku za film V sedmém nebi
- 1999: César: nominace v kategorii César pro nejlepší herečku za film À vendre
- 2010:
  - César: nominace v kategorii César pro nejlepší herečku za film Slečna Chambonová
  - Prix Lumières: nominace v kategorii nejlepší herečka za film Slečna Chambonová
- 2014:
  - Globe de cristal: nominace v kategorii nejlepší herečka za film 9 mois ferme
  - Prix Lumières: nominace v kategorii nejlepší herečka za film 9 mois ferme
- 2015:
  - César: nominace v kategorii César pro nejlepší herečku za film Elle l'adore
  - Globe de cristal: nominace v kategorii nejlepší herečka za film Elle l'adore
- 2019: César: nominace v kategorii César pro nejlepší herečku za film V dobrých rukou